# FCCU - RCCU
De FCCU (Federal Computer Crime Unit) en de RCCU's (Regional Computer Crime Units) zijn een onderdeel van de Belgische Federale Gerechtelijke Politie die computercriminaliteit onderzoeken. 

## Federal Computer Crime Unit
De afdeling FCCU verricht zelfstandig onderzoek naar aanvallen op kritieke infrastructuur en ondersteunt de afdelingen en secties van DJSOC bij hun operationele taken (CDBC, CDGEFID, Child abuse en DJMM), alsook de Regional Computer Crime Units. De sectie i² is verantwoordelijk voor internetrecherche en is het aanspreekpunt voor de Europese IRU (Internet Referral Unit) binnen Europol.

## Regional Computer Crime Unit
Elk van de twaalf gerechtelijke arrondissementen beschikken over een Regionale Computer Crime Unit en zijn ingedeeld bij de gedeconcentreerde afdelingen van de Federale Gerechtelijke Politie en staan onder het gezag van een gerechtelijk directeur (DirJud). Steun aan andere RCCU's en FCCU is mogelijk. 

## Local Computer Crime Unit
In een grote politiezone kan een beroep worden gedaan op de LCCU. Deze eenheid doet onderzoek op informaticagebied en biedt ondersteuning aan de operationele eenheden van de Lokale Politie. De politiezone Antwerpen richtte in 2007 een LCCU op. De dienst LCCU is onderdeel van de Lokale Recherche van de Lokale Politie Antwerpen.

## Centrum voor Cybersecurity België
Het Centrum voor Cybersecurity België (CCB) is opgericht met het koninklijk besluit van 10 oktober 2014. Het centrum staat onder het gezag van de eerste minister. Tijdens de uitvoering van zijn opdrachten doet het CCB beroep op de administratieve en logistieke ondersteuning van de Federale Overheidsdienst Kanselarij van de Eerste Minister.
Het Centrum voor Cybersecurity België zorgt als centrale autoriteit voor de cyberveiligheid in België. Het zal een nationaal cybersecuritybeleid opstellen en alle betrokken diensten in België aanzetten om een gepaste en geïntegreerde inspanning te leveren. Het CCB neemt van de FOD Informatie- en Communicatietechnologie het beheer over van de dienst Computer Emergency Response Team (CERT) voor het opsporen, het observeren en het analyseren van online veiligheidsproblemen alsook het permanent informeren daarover van de gebruikers.

### Missie
- Opvolgen en coördineren van en toezien op de uitvoering van het Belgisch beleid ter zake;
- Vanuit een geïntegreerde en gecentraliseerde aanpak de verschillende projecten op het vlak van cyberveiligheid beheren;
- De coördinatie verzekeren tussen de betrokken diensten en overheden, en de publieke overheden en de private of wetenschappelijke sector;
- Formuleren van voorstellen tot aanpassing van het regelgevend kader op het vlak van cyberveiligheid;
- In samenwerking met het Coördinatie- en Crisiscentrum van de regering, het crisisbeheer bij cyberincidenten verzekeren;
- Opstellen, verspreiden en toezien op de uitvoering van standaarden, richtlijnen en veiligheidsnormen voor de verschillende informatiesystemen van de administraties en publieke instellingen;
- Coördineren van de Belgische vertegenwoordiging in internationale fora voor cyberveiligheid, van de opvolging van internationale verplichtingen en van voorstellen van het nationale standpunt op dit vlak;
- Coördineren van de evaluatie en certificatie van de veiligheid van informatie- en communicatiesystemen;
- Informeren en sensibiliseren van gebruikers van informatie- en communicatiesystemen, onder meer via de informatieve website safeonweb.

### Waarden
- Integratie: het CCB draagt bij tot een gecoördineerde en geïntegreerde aanpak van de nationale cyberveiligheid
- Responsabilisering: het CCB responsabiliseert betrokken diensten en ondersteunt ze.
- Evenwicht: het CCB bewaart het evenwicht tussen veiligheid en de fundamentele rechten, waarden en noden van de moderne samenleving.
- Innovatie: het CCB stimuleert de ontwikkeling van nieuwe ideeën en mogelijkheden die de cyberveiligheid in België en in de wereld kunnen verbeteren
- Integriteit: het CCB handelt eerlijk en eervol

### Responsible disclosure
Voor ethische hackers die op een verantwoorde manier zwakheden en onregelmatigheden in ICT-systemen willen melden, voorziet het Centrum een gedragscode. Overheden en bedrijven kunnen deze op hun website publiceren als basis voor samenwerking.

### Belgium Anti-Phishing Shield (BAPS)
Binnen het Centrum is een Belgium Anti-Phishing Shield (BAPS) ontwikkeld. Het schild is opgebouwd meet medewerking van internetproviders Belnet, Proximus, Telenet en Orange, en houdt een lijst bij van te blokkeren websites. De bescherming werkt in principe sneller dan die van de zoekmachines van de techgiganten, die weliswaar eigen blokkeringssystemen hebben, maar vooral op Engelstalige websites reageren. De internetdomeinen die wij van publieksmeldingen doorkrijgen, worden automatisch geëvalueerd en heel snel naar de internetaanbieders doorgestuurd.